# 4 Heures de l'Algarve 2023
Les 4 Heures de l'Algarve 2023, disputées le 21 octobre 2023 sur l'Autódromo Internacional do Algarve sont la cinquième et avant dernière manche de l'European Le Mans Series 2023.

## Course

### Classement de la course
Voici le classement provisoire au terme de la course.
- Les vainqueurs de chaque catégorie sont signalés par un fond jauni.
- Pour la colonne Pneus, il faut passer le curseur au-dessus du modèle pour connaître le manufacturier de pneumatiques.

| Pos  | Classe      | no | Écurie                    | Pilotes                                                       | Châssis                        | Pneus | Tours | Temps               |
| Pos  | Classe      | no | Écurie                    | Pilotes                                                       | Moteur                         | Pneus | Tours | Temps               |
| ---- | ----------- | -- | ------------------------- | ------------------------------------------------------------- | ------------------------------ | ----- | ----- | ------------------- |
| 1    | LMP2        | 22 | United Autosports USA     | Marino Sato Phil Hanson Oliver Jarvis                         | Oreca 07                       | G     | 120   | 4 h 00 min 43 s 255 |
| 1    | LMP2        | 22 | United Autosports USA     | Marino Sato Phil Hanson Oliver Jarvis                         | Gibson GK428 4,2 l V8 Atmo     | G     | 120   | 4 h 00 min 43 s 255 |
| 2    | LMP2        | 25 | Algarve Pro Racing        | Kyffin Simpson James Allen Alexander Lynn                     | Oreca 07                       | G     | 120   | + 0 s 808           |
| 2    | LMP2        | 25 | Algarve Pro Racing        | Kyffin Simpson James Allen Alexander Lynn                     | Gibson GK428 4,2 l V8 Atmo     | G     | 120   | + 0 s 808           |
| 3    | LMP2        | 65 | Panis Racing              | Manuel Maldonado Job van Uitert Tijmen van der Helm           | Oreca 07                       | G     | 120   | + 21 s 247          |
| 3    | LMP2        | 65 | Panis Racing              | Manuel Maldonado Job van Uitert Tijmen van der Helm           | Gibson GK428 4,2 l V8 Atmo     | G     | 120   | + 21 s 247          |
| 4    | LMP2        | 47 | Cool Racing               | Vladislav Lomko Reshad de Gerus José María López              | Oreca 07                       | G     | 120   | + 43 s 090          |
| 4    | LMP2        | 47 | Cool Racing               | Vladislav Lomko Reshad de Gerus José María López              | Gibson GK428 4,2 l V8 Atmo     | G     | 120   | + 43 s 090          |
| 5    | LMP2        | 30 | Duqueine Team             | Nico Pino René Binder Neel Jani                               | Oreca 07                       | G     | 120   | + 43 s 973          |
| 5    | LMP2        | 30 | Duqueine Team             | Nico Pino René Binder Neel Jani                               | Gibson GK428 4,2 l V8 Atmo     | G     | 120   | + 43 s 973          |
| 6    | LMP2 Pro/Am | 37 | Cool Racing               | Alexandre Coigny Malthe Jakobsen Nicolas Lapierre             | Oreca 07                       | G     | 119   | + 1 tour            |
| 6    | LMP2 Pro/Am | 37 | Cool Racing               | Alexandre Coigny Malthe Jakobsen Nicolas Lapierre             | Gibson GK428 4,2 l V8 Atmo     | G     | 119   | + 1 tour            |
| 7    | LMP2 Pro/Am | 24 | Nielsen Racing            | Rodrigo Sales Ben Hanley Mathias Beche                        | Oreca 07                       | G     | 119   | + 1 tour            |
| 7    | LMP2 Pro/Am | 24 | Nielsen Racing            | Rodrigo Sales Ben Hanley Mathias Beche                        | Gibson GK428 4,2 l V8 Atmo     | G     | 119   | + 1 tour            |
| 8    | LMP2 Pro/Am | 83 | AF Corse                  | François Perrodo Matthieu Vaxivière Ben Barnicoat             | Oreca 07                       | G     | 119   | + 1 tour            |
| 8    | LMP2 Pro/Am | 83 | AF Corse                  | François Perrodo Matthieu Vaxivière Ben Barnicoat             | Gibson GK428 4,2 l V8 Atmo     | G     | 119   | + 1 tour            |
| 9    | LMP2        | 28 | IDEC Sport                | Paul Lafargue Paul-Loup Chatin Laurents Hörr                  | Oreca 07                       | G     | 119   | + 1 tour            |
| 9    | LMP2        | 28 | IDEC Sport                | Paul Lafargue Paul-Loup Chatin Laurents Hörr                  | Gibson GK428 4,2 l V8 Atmo     | G     | 119   | + 1 tour            |
| 10   | LMP2 Pro/Am | 21 | United Autosports USA     | Daniel Schneider Andrew Meyrick Nelson Piquet Jr.             | Oreca 07                       | G     | 119   | + 1 tour            |
| 10   | LMP2 Pro/Am | 21 | United Autosports USA     | Daniel Schneider Andrew Meyrick Nelson Piquet Jr.             | Gibson GK428 4,2 l V8 Atmo     | G     | 119   | + 1 tour            |
| 11   | LMP2 Pro/Am | 81 | DragonSpeed USA           | Henrik Hedman Sebastián Montoya Juan Pablo Montoya            | Oreca 07                       | G     | 118   | + 2 tours           |
| 11   | LMP2 Pro/Am | 81 | DragonSpeed USA           | Henrik Hedman Sebastián Montoya Juan Pablo Montoya            | Gibson GK428 4,2 l V8 Atmo     | G     | 118   | + 2 tours           |
| 12   | LMP2 Pro/Am | 34 | Racing Team Turkey        | Salih Yoluç Charlie Eastwood Louis Delétraz                   | Oreca 07                       | G     | 118   | + 2 tours           |
| 12   | LMP2 Pro/Am | 34 | Racing Team Turkey        | Salih Yoluç Charlie Eastwood Louis Delétraz                   | Gibson GK428 4,2 l V8 Atmo     | G     | 118   | + 2 tours           |
| 13   | LMP2 Pro/Am | 20 | Algarve Pro Racing        | Fred Poordad (de) Tristan Vautier Bent Viscaal                | Oreca 07                       | G     | 118   | + 2 tours           |
| 13   | LMP2 Pro/Am | 20 | Algarve Pro Racing        | Fred Poordad (de) Tristan Vautier Bent Viscaal                | Gibson GK428 4,2 l V8 Atmo     | G     | 118   | + 2 tours           |
| 14   | LMP2 Pro/Am | 3  | DKR Engineering           | Tom van Rompuy Sebastián Álvarez (en) Nathanaël Berthon       | Oreca 07                       | G     | 118   | + 2 tours           |
| 14   | LMP2 Pro/Am | 3  | DKR Engineering           | Tom van Rompuy Sebastián Álvarez (en) Nathanaël Berthon       | Gibson GK428 4,2 l V8 Atmo     | G     | 118   | + 2 tours           |
| 15   | LMP2 Pro/Am | 19 | Team Virage               | Alexander Mattschull (de) Ian Rodríguez (en) Tatiana Calderón | Oreca 07                       | G     | 117   | + 3 tours           |
| 15   | LMP2 Pro/Am | 19 | Team Virage               | Alexander Mattschull (de) Ian Rodríguez (en) Tatiana Calderón | Gibson GK428 4,2 l V8 Atmo     | G     | 117   | + 3 tours           |
| 16   | LMP3        | 12 | WTM par Rinaldi Racing    | Torsten Kratz Leonard Weiss Óscar Tunjo                       | Duqueine M30 - D08             | M     | 116   | + 4 tours           |
| 16   | LMP3        | 12 | WTM par Rinaldi Racing    | Torsten Kratz Leonard Weiss Óscar Tunjo                       | Nissan VK56 5,6 l V8 Atmo      | M     | 116   | + 4 tours           |
| 17   | LMP3        | 35 | Ultimate                  | Éric Trouillet (de) Jean-Baptiste Lahaye (de) Matthieu Lahaye | Ligier JS P320                 | M     | 116   | + 4 tours           |
| 17   | LMP3        | 35 | Ultimate                  | Éric Trouillet (de) Jean-Baptiste Lahaye (de) Matthieu Lahaye | Nissan VK56 5,6 l V8 Atmo      | M     | 116   | + 4 tours           |
| 18   | LMP3        | 4  | DKR Engineering           | Alexander Bukhantsov Pedro Perino James Winslow               | Duqueine M30 - D08             | M     | 116   | + 4 tours           |
| 18   | LMP3        | 4  | DKR Engineering           | Alexander Bukhantsov Pedro Perino James Winslow               | Nissan VK56 5,6 l V8 Atmo      | M     | 116   | + 4 tours           |
| 19   | LMP3        | 17 | Cool Racing               | Adrien Chila Marcos Siebert Alex García (en)                  | Ligier JS P320                 | M     | 116   | + 4 tours           |
| 19   | LMP3        | 17 | Cool Racing               | Adrien Chila Marcos Siebert Alex García (en)                  | Nissan VK56 5,6 l V8 Atmo      | M     | 116   | + 4 tours           |
| 20   | LMP3        | 5  | RLR Msport                | James Dayson Valdemar Eriksen Jack Manchester                 | Ligier JS P320                 | M     | 115   | + 5 tours           |
| 20   | LMP3        | 5  | RLR Msport                | James Dayson Valdemar Eriksen Jack Manchester                 | Nissan VK56 5,6 l V8 Atmo      | M     | 115   | + 5 tours           |
| 21   | LMP3        | 15 | RLR Msport                | Horst Felbermayr, Jr. Gael Julien Mateusz Kaprzyk             | Ligier JS P320                 | M     | 115   | + 5 tours           |
| 21   | LMP3        | 15 | RLR Msport                | Horst Felbermayr, Jr. Gael Julien Mateusz Kaprzyk             | Nissan VK56 5,6 l V8 Atmo      | M     | 115   | + 5 tours           |
| 22   | LMGTE       | 77 | Proton Competition        | Christian Ried Giammarco Levorato Julien Andlauer             | Porsche 911 RSR-19             | G     | 115   | + 5 tours           |
| 22   | LMGTE       | 77 | Proton Competition        | Christian Ried Giammarco Levorato Julien Andlauer             | Porsche 4,2 l Flat-6 Atmo      | G     | 115   | + 5 tours           |
| 23   | LMGTE       | 16 | Proton Competition        | Ryan Hardwick Zacharie Robichon Alessio Picariello            | Porsche 911 RSR-19             | G     | 115   | + 5 tours           |
| 23   | LMGTE       | 16 | Proton Competition        | Ryan Hardwick Zacharie Robichon Alessio Picariello            | Porsche 4,2 l Flat-6 Atmo      | G     | 115   | + 5 tours           |
| 24   | LMGTE       | 60 | Iron Lynx                 | Claudio Schiavoni Matteo Cressoni Matteo Cairoli              | Porsche 911 RSR-19             | G     | 115   | + 5 tours           |
| 24   | LMGTE       | 60 | Iron Lynx                 | Claudio Schiavoni Matteo Cressoni Matteo Cairoli              | Porsche 4,2 l Flat-6 Atmo      | G     | 115   | + 5 tours           |
| 25   | LMGTE       | 57 | Kessel Racing             | Takeshi Kimura Gregory Huffaker II (en) Daniel Serra          | Ferrari 488 GTE Evo            | G     | 115   | + 5 tours           |
| 25   | LMGTE       | 57 | Kessel Racing             | Takeshi Kimura Gregory Huffaker II (en) Daniel Serra          | Ferrari F154CB 3,9 l V8 Turbo  | G     | 115   | + 5 tours           |
| 26   | LMGTE       | 72 | TF Sport                  | Valentin Hasse-Clot (de) Arnold Robin Maxime Robin (de)       | Aston Martin Vantage AMR       | G     | 115   | + 5 tours           |
| 26   | LMGTE       | 72 | TF Sport                  | Valentin Hasse-Clot (de) Arnold Robin Maxime Robin (de)       | Aston Martin 4,0 l V8 Bi-Turbo | G     | 115   | + 5 tours           |
| 27   | LMGTE       | 51 | AF Corse                  | Rui Águas Kriton Lentoudis Ulysse de Pauw (en)                | Ferrari 488 GTE Evo            | G     | 115   | + 5 tours           |
| 27   | LMGTE       | 51 | AF Corse                  | Rui Águas Kriton Lentoudis Ulysse de Pauw (en)                | Ferrari F154CB 3,9 l V8 Turbo  | G     | 115   | + 5 tours           |
| 28   | LMGTE       | 55 | Spirit of Race            | Duncan Cameron Matthew Griffin David Perel                    | Ferrari 488 GTE Evo            | G     | 115   | + 5 tours           |
| 28   | LMGTE       | 55 | Spirit of Race            | Duncan Cameron Matthew Griffin David Perel                    | Ferrari F154CB 3,9 l V8 Turbo  | G     | 115   | + 5 tours           |
| 29   | LMP3        | 7  | Nielsen Racing            | Ryan Harper-Ellam Anthony Wells                               | Ligier JS P320                 | M     | 115   | + 5 tours           |
| 29   | LMP3        | 7  | Nielsen Racing            | Ryan Harper-Ellam Anthony Wells                               | Nissan VK56 5,6 l V8 Atmo      | M     | 115   | + 5 tours           |
| 30   | LMP3        | 31 | Racing Spirit of Léman    | Jacques Wolff Jean-Ludovic Foubert Antoine Doquin             | Ligier JS P320                 | M     | 114   | + 6 tours           |
| 30   | LMP3        | 31 | Racing Spirit of Léman    | Jacques Wolff Jean-Ludovic Foubert Antoine Doquin             | Nissan VK56 5,6 l V8 Atmo      | M     | 114   | + 6 tours           |
| 31   | LMGTE       | 44 | GMB Motorsport            | Jens Møller Gustav Birch Nicki Thiim                          | Aston Martin Vantage AMR       | G     | 114   | + 6 tours           |
| 31   | LMGTE       | 44 | GMB Motorsport            | Jens Møller Gustav Birch Nicki Thiim                          | Aston Martin 4,0 l V8 Bi-Turbo | G     | 114   | + 6 tours           |
| 32   | LMGTE       | 93 | Proton Competition        | Michael Fassbender Martin Rump Richard Lietz                  | Porsche 911 RSR-19             | G     | 114   | + 6 tours           |
| 32   | LMGTE       | 93 | Proton Competition        | Michael Fassbender Martin Rump Richard Lietz                  | Porsche 4,2 l Flat-6 Atmo      | G     | 114   | + 6 tours           |
| 33   | LMGTE       | 95 | TF Sport                  | Jonathan Adam John Hartshorne Ben Tuck                        | Aston Martin Vantage AMR       | G     | 114   | + 6 tours           |
| 33   | LMGTE       | 95 | TF Sport                  | Jonathan Adam John Hartshorne Ben Tuck                        | Aston Martin 4,0 l V8 Bi-Turbo | G     | 114   | + 6 tours           |
| 34   | LMGTE       | 66 | JMW Motorsport            | Martin Berry Lorcan Hanafin Jon Lancaster                     | Ferrari 488 GTE Evo            | G     | 114   | + 6 tours           |
| 34   | LMGTE       | 66 | JMW Motorsport            | Martin Berry Lorcan Hanafin Jon Lancaster                     | Ferrari F154CB 3,9 l V8 Turbo  | G     | 114   | + 6 tours           |
| 35   | LMGTE       | 50 | Formula Racing            | Johnny Laursen Conrad Laursen Nicklas Nielsen                 | Ferrari 488 GTE Evo            | G     | 113   | + 7 tours           |
| 35   | LMGTE       | 50 | Formula Racing            | Johnny Laursen Conrad Laursen Nicklas Nielsen                 | Ferrari F154CB 3,9 l V8 Turbo  | G     | 113   | + 7 tours           |
| 36   | LMP3        | 11 | Eurointernational         | Matthew Richard Bell Adam Ali                                 | Ligier JS P320                 | M     | 112   | + 8 tours           |
| 36   | LMP3        | 11 | Eurointernational         | Matthew Richard Bell Adam Ali                                 | Nissan VK56 5,6 l V8 Atmo      | M     | 112   | + 8 tours           |
| 37   | LMP2        | 43 | Inter Europol Competition | Rui Andrade Olli Caldwell Jonathan Aberdein                   | Oreca 07                       | G     | 111   | + 9 tours           |
| 37   | LMP2        | 43 | Inter Europol Competition | Rui Andrade Olli Caldwell Jonathan Aberdein                   | Gibson GK428 4,2 l V8 Atmo     | G     | 111   | + 9 tours           |
| N.c. | LMP3        | 13 | Inter Europol Competition | Kai Askey Wyatt Brichacek (en) Miguel Cristóvão               | Ligier JS P320                 | M     | 84    | Feu                 |
| N.c. | LMP3        | 13 | Inter Europol Competition | Kai Askey Wyatt Brichacek (en) Miguel Cristóvão               | Nissan VK56 5,6 l V8 Atmo      | M     | 84    | Feu                 |
| N.c. | LMP3        | 8  | Team Virage               | Manuel Espirito Sanro Nick Adcock Michael Jensen              | Ligier JS P320                 | M     | 66    |                     |
| N.c. | LMP3        | 8  | Team Virage               | Manuel Espirito Sanro Nick Adcock Michael Jensen              | Nissan VK56 5,6 l V8 Atmo      | M     | 66    |                     |
| N.c. | LMP2 Pro/Am | 99 | Proton Competition        | Giorgio Roda Jonas Ried Bent Viscaal                          | Oreca 07                       | G     | 58    | Sortie de piste     |
| N.c. | LMP2 Pro/Am | 99 | Proton Competition        | Giorgio Roda Jonas Ried Bent Viscaal                          | Gibson GK428 4,2 l V8 Atmo     | G     | 58    | Sortie de piste     |

## Pole position et record du tour
- Pole position :  James Allen (#25 Algarve Pro Racing) en 1 min 48 s 674
- Meilleur tour en course :  Alexander Lynn (#25 Algarve Pro Racing) en 1 min 34 s 565

## Tours en tête
- no 25 Oreca 07 - Algarve Pro Racing :   tours (1-38 / 49-72 / 95-113)[8]
- no 37 Oreca 07 - Duqueine Team :   tours (39-46 / 73-77)
- no 47 Oreca 07 - Cool Racing :   tours (47-48 / 78)
- no 22 Oreca 07 - United Autosports USA :   tours (79-94 / 114-120)

## À noter
- Longueur du circuit : 4,692 km
- Distance parcourue par les vainqueurs : 563,040 km